# Växthusfåfoting
Växthusfåfoting (Allopauropus pseudomillotianus) är en mångfotingart som beskrevs av Paul Auguste Remy och Balland 1958. I den svenska databasen Dyntaxa används istället namnet Decapauropus pseudomillotianus. Enligt Catalogue of Life ingår växthusfåfoting i släktet småfåfotingar och familjen fåfotingar, men enligt Dyntaxa är tillhörigheten istället släktet Decapauropus och familjen fåfotingar. Arten har ej påträffats i Sverige. Inga underarter finns listade i Catalogue of Life.